# Теофан Крићанин
Теофан Крићанин (грч. Θεοφάνης ὁ Κρής), познат и као Теофан Стрелица (грч. Θεοφάνης Στρελίτζας) и Теофан Батас (грч. Θεοφάνης Μπαθᾶς) , био је водећи сликар икона Критске школе у првој половини шеснаестог века, и најзначајнији сликар фрески у Грчкој у том периоду.
Рођен је у Ираклиону на Криту (око 1490), где је и изучио технике сликања, али сликао је у целој Грчкој. Фреске са његовим потписом преживеле су у грчким манастирима на Светој гори, посебно у Ставроникити и Великој Лаври, и на Метеорима, где је сликао 1527. године. Такође је сликао иконе на дрвеним панелима, било за иконостасе или мале преносиве иконописе. Теофан је сликао од 1527. до 1548. године, и обучавао је своје синове и неколико ученика, најчешће Крићане. Око 1535. године он и његова два сина замонашила су се у манастиру Великој Лаври на Светој гори, где се налазе његова најзначајнија дела. Теофан се вратио на Крит пре своје смрти 1559 године.
Два дела која се преписују Теофану налазе се у Ермитажу у Санкт Петербургу. Као код већине Крићанских сликара тог времена, у његовом раду се примећује утицај западног сликарства, али у мањој мери него код других сликара. Нека лица су персонализована или имају поглед ка гледаоцу, а његове фигуре су волуминозно схваћене. Његов рад је више свестан визуелне перспективе за разлику од радова старијих византијских сликара, али он не користи шеме геометријске перспективе које су постале стандардне на западу. Он користи традиционалне византијске композиције, на прилично оштар и снажан начин.

## Галерија
- Тајна вечера
- Распеће» (Теофанова фреска у манастиру Ставроникити на Светој гори)
- Манастир Св. Николе Анапауског